# Leutzmannsdorf
Leutzmannsdorf ist eine Ortschaft und eine Katastralgemeinde der Gemeinde St. Georgen am Ybbsfelde im Bezirk Amstetten in Niederösterreich.

## Geschichte
Laut Adressbuch von Österreich waren im Jahr 1938 in Leutzmannsdorf ein Binder, ein Gastwirt, ein Schmied und ein Gutshof ansässig.

## Siedlungsentwicklung
Zum Jahreswechsel 1979/1980 befanden sich in Leutzmannsdorf 83 Bauflächen auf insgesamt 32145 m² und 87 Gärten auf 161589 m², 1989/1990 waren es 73 Bauflächen. 1999/2000 war die Zahl der Bauflächen auf 215 angewachsen. 2009/2010 waren es 300 Gebäude auf 659 Bauflächen.

## Landwirtschaft
Die Katastralgemeinde ist landwirtschaftlich geprägt. 408 Hektar wurden zum Jahreswechsel 1979/1980 landwirtschaftlich genutzt und 24 Hektar waren forstwirtschaftlich geführte Waldflächen. 1999/2000 wurde auf 419 Hektar Landwirtschaft betrieben und 36 Hektar waren als forstwirtschaftlich genutzte Flächen ausgewiesen. Ende 2018 waren 378 Hektar als landwirtschaftliche Flächen genutzt und Forstwirtschaft wurde auf 35 Hektar betrieben. Die durchschnittliche Bodenklimazahl von Leutzmannsdorf beträgt 44,8 (Stand 2010).